# Badania aplikacyjne
Badania aplikacyjne (również badania stosowane, ang. applied research) – prace mające na celu zdobycie nowej wiedzy oraz umiejętności, nastawione na opracowywanie nowych produktów, procesów lub usług lub wprowadzanie do nich znaczących ulepszeń.